# Алиев, Махир (футболист)
Махир Алиев (азерб. Mahir Əliyev; 12 января 1967) — советский и азербайджанский футболист, нападающий и полузащитник. Выступал за сборную Азербайджана.

## Биография
Дебютировал во взрослом футболе в 1985 году в составе клуба «Гянджлик» (Баку) во второй лиге СССР, затем три сезона не выступал в соревнованиях мастеров. В последних сезонах первенства СССР играл во второй лиге за «МЦОП-Термист» (Баку), «Гёязань» (Казах), «Карабах» (Агдам).
После распада СССР продолжил играть за «Карабах» в чемпионате Азербайджана. В 1992 году был лучшим бомбардиром своего клуба (13 голов). В 1993 году — чемпион и обладатель Кубка Азербайджана, в сезоне 1993/94 — серебряный призёр, в сезоне 1995/96 — финалист Кубка страны. Часть сезона 1994/95 провёл в клубе «Бакы Фэхлэси», но затем вернулся в «Карабах». С 1996 года снова играл за «Бакы Фэхлэси», переименованный позже в «АНС Пивани». Сезон 1999/00 провёл в составе «Шамкира», с которым завоевал чемпионский титул.
В конце карьеры играл за аутсайдеров высшей лиги — бакинские «Хазар Университети» и «Тефеккюр Университети»/«Юмид». В ходе сезона 2003/04 «Юмид» прекратил существование, после этого футболист завершил карьеру.
Всего в высшей лиге Азербайджана забил 68 голов (из них 3 — в аннулированных матчах сезона 2003/04 за «Юмид»).
Провёл один матч в составе сборной Азербайджана — 25 мая 1993 года в товарищеской игре против Грузии отыграл первый тайм.